# Liste der Hospize in Niederösterreich
Die Liste der Hospize in Niederösterreich ist alphabetisch nach Gemeinde sortiert. Sie umfasst alle stationären Hospize, Palliativstationen und Heime mit Hospizkultur im österreichischen Bundesland Niederösterreich. Der Landesverband Hospiz Niederösterreich ist die Koordinations- und Anlaufstelle für alle Fragen zum Thema Hospiz und Palliative Care in Niederösterreich.

## Liste
| Name                                                              | Gemeinde              | Adresse Geokoordinaten            | Träger                                                                                       | Typ                   | Foto                                                   |
| ----------------------------------------------------------------- | --------------------- | --------------------------------- | -------------------------------------------------------------------------------------------- | --------------------- | ------------------------------------------------------ |
| Stationäres Hospiz im PBZ Melk                                    | Melk                  | Dorfnerstraße 36                  | NÖ Pflege- und Betreuungszentrum Melk                                                        | Stationäres Hospiz    |                                                        |
| Stationäres Hospiz im PBZ St. Pölten – Haus an der Traisen        | St. Pölten            | Hermann-Gmeiner-Gasse 4           | Niederösterreichische Betreuungszentren                                                      | Stationäres Hospiz    |                                                        |
| Palliativstation im UK Krems                                      | Krems                 | Mitterweg 10                      | NÖ Landeskliniken-Holding                                                                    | Palliativstation      |                                                        |
| Palliativstation im LK Lilienfeld                                 | Lilienfeld            | Im Tal 2                          | Landesverband Hospiz NÖ                                                                      | Palliativstation      | LK Lilienfeld                                          |
| Palliativkonsiliardienst im LK Thermenregion Baden                | Baden                 | Waltersdorfer Str. 75             | NÖ Landeskliniken-Holding                                                                    | Palliativstation      |                                                        |
| PBZ Gänserndorf                                                   | Gänserndorf           | Wiesengasse 17                    | NÖ Pflege- und Betreuungszentrum Gänserndorf                                                 | Heim mit Hospizkultur |                                                        |
| Palliativkonsiliardienst & Mobiles Palliativteam im LK Hainburg   | Hainburg an der Donau | Hofmeisterstraße 70               | NÖ Pflege- und Betreuungszentrum Hainburg / Donau                                            | Heim mit Hospizkultur |                                                        |
| Stationäres Hospiz im Haus der Barmherzigkeit – Stephansheim Horn | Horn                  | Kieselbreitengasse 18             | Haus der Barmherzigkeit NÖ. Pflegeheime GmbH                                                 | Stationäres Hospiz    |                                                        |
| Palliativstation im LK Mistelbach/Gänserndorf                     | Mistelbach            | Liechtensteinstraße 67            | NÖ Landeskliniken-Holding                                                                    | Palliativstation      |                                                        |
| Stationäres Hospiz im PBZ Mistelbach – Franziskusheim             | Mistelbach            | Liechtensteinstraße 69–71         | NÖ Pflege- und Betreuungszentrum Mistelbach                                                  | Stationäres Hospiz    |                                                        |
| PBZ Neunkirchen                                                   | Neunkirchen           | Raimundweg 3                      | NÖ Pflege- und Betreuungszentrum Neunkirchen                                                 | Heim mit Hospizkultur |                                                        |
| Stationäres Hospiz im PBZ Wr. Neustadt                            | Wr. Neustadt          | Liese Prokop-Weg 3                | NÖ Pflege- und Betreuungszentrum Wr. Neustadt                                                | Stationäres Hospiz    |                                                        |
| Caritas Haus St. Leopold                                          | Klosterneuburg        | Brandmayerstraße 50               | Caritas                                                                                      | Heim mit Hospizkultur | Caritas Haus St. Leopold                               |
| NÖ Pflege- und Betreuungszentrum Klosterneuburg                   | Klosterneuburg        | Dietrichsteingasse 16             | NÖ Pflege- und Betreuungszentrum Klosterneuburg                                              | Heim mit Hospizkultur |                                                        |
| Alten- und Pflegeheim Kritzendorf – Barmherzige Brüder            | Klosterneuburg        | Hauptstraße 20                    | Konvent der Barmherzigen Brüder Kritzendorf                                                  | Heim mit Hospizkultur | Alten- und Pflegeheim Kritzendorf – Barmherzige Brüder |
| Stationäres Hospiz im PBZ Tulln                                   | Tulln                 | Frauenhofnerstraße 54             | NÖ Pflege- und Betreuungszentrum Tulln                                                       | Stationäres Hospiz    |                                                        |
| Stationäres Hospiz im PBZ Mödling                                 | Mödling               | Grenzgasse 70                     | NÖ Pflege- und Betreuungszentrum Mödling                                                     | Stationäres Hospiz    |                                                        |
| Stationäres Hospiz im PBZ Wr. Neustadt                            | Wr. Neustadt          | Liese-Prokop-Weg 3                | NÖ Pflege- und Betreuungszentrum Wr. Neustadt                                                | Stationäres Hospiz    |                                                        |
| Palliativstation im LK Waldviertel Waidhofen/Thaya                | Waidhofen/Thaya       | Moritz-Schadek-Gasse 31           | NÖ Landeskliniken-Holding                                                                    | Palliativstation      |                                                        |
| Palliativstation im LK Hochegg                                    | Hochegg               | Hocheggerstraße 88                | NÖ Landeskliniken-Holding                                                                    | Palliativstation      |                                                        |
| Palliativstation im LK Scheibbs                                   | Scheibbs              | Eisenwurzenstraße 26              | NÖ Landeskliniken-Holding                                                                    | Palliativstation      |                                                        |
| PBZ Amstetten                                                     | Amstetten             | Stefan-Fadinger-Straße 32         | NÖ Pflege- und Betreuungszentrum Amstetten                                                   | Heim mit Hospizkultur |                                                        |
| PBZ Bad Vöslau                                                    | Bad Vöslau            | Sooßer Straße 25                  | NÖ Pflege- und Betreuungszentrum Bad Vöslau                                                  | Heim mit Hospizkultur |                                                        |
| PBZ Berndorf                                                      | Berndorf              | Leobersdorfer Straße 8            | NÖ Pflege- und Betreuungszentrum Berndorf                                                    | Heim mit Hospizkultur |                                                        |
| Caritas Haus St. Bernadette                                       | Amstetten             | Hauptstraße 128                   | Caritas                                                                                      | Heim mit Hospizkultur |                                                        |
| PBZ Eggenburg                                                     | Eggenburg             | Rechpergerstraße 2                | NÖ Pflege- und Betreuungszentrum Eggenburg                                                   | Heim mit Hospizkultur |                                                        |
| PBZ Gloggnitz                                                     | Gloggnitz             | Wiener Straße 32–34               | NÖ Pflege- und Betreuungszentrum Gloggnitz                                                   | Heim mit Hospizkultur |                                                        |
| Casa Guntramsdorf                                                 | Guntramsdorf          | Neudorferstraße 2                 | Casa Guntramsdorf – Casa – Leben im Alter                                                    | Heim mit Hospizkultur |                                                        |
| PBZ Gutenstein                                                    | Gutenstein            | Vorderbruck 38                    | NÖ Pflege- und Betreuungszentrum Gutenstein                                                  | Heim mit Hospizkultur |                                                        |
| PBZ Hainburg                                                      | Hainburg an der Donau | Hofmeisterstraße 70b              | NÖ Pflege- und Betreuungszentrum Hainburg / Donau                                            | Heim mit Hospizkultur |                                                        |
| PBZ Hainfeld                                                      | Hainfeld              | Bräuhausgasse 13a                 | NÖ Pflege- und Betreuungszentrum Hainfeld                                                    | Heim mit Hospizkultur |                                                        |
| PBZ Herzogenburg                                                  | Herzogenburg          | Robert-Löffler-Straße 20          | NÖ Pflege- und Betreuungszentrum Herzogenburg                                                | Heim mit Hospizkultur |                                                        |
| PBZ Himberg                                                       | Himberg               | Laurentiusgasse 1                 | NÖ Pflege- und Betreuungszentrum Himberg                                                     | Heim mit Hospizkultur |                                                        |
| PBZ Hollabrunn                                                    | Hollabrunn            | Rapfstraße 12                     | NÖ Pflege- und Betreuungszentrum Hollabrunn - Landespensionisten- und -pflegeheim Hollabrunn | Heim mit Hospizkultur |                                                        |
| Caritas Haus Johannes der Täufer                                  | Kirchschlag           | Doktor-Bruno-Schimetschek-Platz 1 | Caritas Pflegewohnhaus Haus Johannes der Täufer                                              | Heim mit Hospizkultur |                                                        |
| PBZ Korneuburg                                                    | Korneuburg            | Im Augustinergarten 1             | Augustinerheim – NÖ Landespflegeheim Korneuburg                                              | Heim mit Hospizkultur |                                                        |
| PBZ Laa/Thaya                                                     | Laa/Thaya             | Gärtnerstraße 33                  | NÖ Landespflegeheim St Vitusheim                                                             | Heim mit Hospizkultur |                                                        |
| PBZ Litschau                                                      | Litschau              | Wiener Straße 9                   | Pflege- und Betreuungszentrum Litschau                                                       | Heim mit Hospizkultur |                                                        |
| PBZ Mank                                                          | Mank                  | Eisenwurzerstraße 26              | Landespflegeheim Mank Marienheim                                                             | Heim mit Hospizkultur |                                                        |
| PBZ Mauer                                                         | Mauer                 | Kaiserweg 1                       | NÖ Pflege- und Betreuungszentrum Mauer                                                       | Heim mit Hospizkultur |                                                        |
| PBZ Perchtoldsdorf                                                | Perchtoldsdorf        | Elisabethstraße 30                | NÖ Landes-Pensionisten- und Pflegeheim Perchtoldsdorf                                        | Heim mit Hospizkultur |                                                        |
| PBZ Pottendorf                                                    | Pottendorf            | Esterhazystraße 27                | Landespflegeheim Pottendorf                                                                  | Heim mit Hospizkultur |                                                        |
| PBZ Raabs/Thaya                                                   | Raabs/Thaya           | Thayatalpl. 1                     | NÖ Landespflegeheim Raabs/Thaya                                                              | Heim mit Hospizkultur |                                                        |
| PBZ Scheiblingkirchen                                             | Scheiblingkirchen     | Altenheimstraße 99                | PBZ Pflege- und Betreuungszentrum Scheiblingkirchen                                          | Heim mit Hospizkultur |                                                        |
| PBZ Schrems                                                       | Schrems               | Gärtnereistraße 2                 | PBZ Pflege- und Betreuungszentrum Scheiblingkirchen                                          | Heim mit Hospizkultur |                                                        |
| PBZ St. Peter/Au                                                  | St. Peter/Au          | Steyrer Str. 1                    | Senioren Wohn- und Pflegeheim des Landes Niederösterreich                                    | Heim mit Hospizkultur |                                                        |
| PBZ Vösendorf                                                     | Vösendorf             | Prof.-Peter-Jordan-Straße 96      | Landespensionisten- und -pflegeheim Vösendorf                                                | Heim mit Hospizkultur |                                                        |
| PBZ Waidhofen/Thaya                                               | Waidhofen/Thaya       | Heubachstraße 6                   | NÖ Pflege- und Betreuungszentrum Waidhofen / Thaya                                           | Heim mit Hospizkultur |                                                        |
| PBZ Waidhofen/Ybbs                                                | Waidhofen/Ybbs        | Im Vogelsang 9                    | Landespflegeheim Waidhofen / Ybbs Vogelsangheim                                              | Heim mit Hospizkultur |                                                        |
| PBZ Wallsee                                                       | Wallsee               | Ardagger Straße 12                | NÖ Pflege- und Betreuungszentrum Wallsee                                                     | Heim mit Hospizkultur |                                                        |
| PBZ Weitra                                                        | Weitra                | Zwettler Straße 1                 | NÖ Pflege- und Betreuungszentrum Weitra                                                      | Heim mit Hospizkultur |                                                        |
| PBZ Wilhelmsburg                                                  | Wilhelmsburg          | Mühlgasse 14                      | NÖ Pflege- und Betreuungszentrum Wilhelmsburg                                                | Heim mit Hospizkultur |                                                        |
| PBZ Zistersdorf                                                   | Zistersdorf           | Beethovengasse 8                  | NÖ Pflege- und Betreuungszentrum Zistersdorf                                                 | Heim mit Hospizkultur |                                                        |
| PBZ Zwettl                                                        | Zwettl                | Propstei 44                       | NÖ Pflege- und Betreuungszentrum Zwettl                                                      | Heim mit Hospizkultur |                                                        |